# Hémorragie intracérébrale
Pour les premières réactions opportunes en cas d'attaque cérébrale hémorragique, voir Accident_vasculaire_cérébral#Premiers_secours.
 Mise en garde médicale
L'hémorragie intracérébrale, appelée aussi hémorragie intraparenchymateuse (un des 4 types d'hémorragies cérébrales) est un accident vasculaire cérébral provoqué par la rupture d'une artère cérébrale qui entraîne une hémorragie au sein du parenchyme à l'origine d'un hématome dilacérant le tissu cérébral.

## Épidémiologie
Elle est responsable d'environ 10 à 15 % des accidents vasculaires cérébraux. Son incidence tend à augmenter.

## Physiopathologie
L'hématome se constitue rapidement, donnant des signes neurologiques focaux d'apparition brutale en rapport avec les structures détruites par la constitution de l'hématome. Par ailleurs se constitue un œdème autour de l'hématome, dont le volume s'accroit de près de 75 % dans les 24 premières heures, qui aggrave la compression du cerveau dans la boîte crânienne, entraînant ou aggravant une hypertension intracrânienne.
Dans le pire des cas, l'hématome peut se rompre dans un ventricule cérébral, constituant une « inondation ventriculaire », facteur supplémentaire d'hypertension intracrânienne et de risque d'engagement cérébral.
La lésion des neurones peut être définitive, par mort cellulaire. Elle peut être également transitoire, par « sidération », permettant une récupération complète avec le temps.
La compression, que cela soit par l'hématome lui-même ou par l’œdème conséquent, peut provoquer directement une destruction cellulaire, mais aussi un défaut d’oxygénation des tissus (ischémie), majorant ainsi les lésions.
Lorsque les ventricules du cerveau ne sont pas touchés, on parle d'une hémorragie intraparenchymateuse, si du sang pénètre dans les ventricules, on parle d'une hémorragie intracérébrale avec hémorragie intraventriculaire. On distingue les deux car si les ventricules sont touchés, la pression intracrânienne augmente ce qui accentue la gravité de l'accident.
L'évolution se fait vers la résorption de l'hématome et de l’œdème.

## Causes
Dans tous les cas, elles sont favorisées par la prise de médicaments anticoagulants ou antiagrégants plaquettaires.

### Hypertension artérielle
L'hémorragie intracérébrale survient souvent chez un sujet de plus de 50 ans, hypertendu chronique, mal ou insuffisamment traité. L'hématome siège le plus souvent au niveau des noyaux gris centraux.
L'hémorragie serait en rapport avec des lésions dégénératives des artères perforantes, de petit calibre (150 à 300 µ) avec lipohyalinose artériolaire (ancien terme : endartérite oblitérante) et constitution de microanévrismes de Charcot et Bouchard.

### Malformation vasculaire
Elles peuvent être à type de cavernomes, de malformations artérioveineuses, d'anévrismes. Il faudra réaliser une angiographie pour déterminer la position exacte et les rapports de la malformation, ainsi qu'en dépister d'autres (les anévrismes en particulier peuvent être multiples). Le contexte est évocateur : sujet jeune, non hypertendu, avec des antécédents familiaux de malformation vasculaire. Une hémorragie méningée est fréquemment associée. Les ruptures d'anévrismes entrainent des hémorragies méningées ne se compliquant que dans 20 % des cas d'un hématome intracérébral.

### Thrombose
La thrombose veineuse cérébrale provoque un ramollissement hémorragique après formation d'un caillot au sein d'une veine cérébrale empêchant le drainage veineux du parenchyme en amont.

### Tumeur cérébrale
Certaines tumeurs se compliquent de saignement. En effet, les tumeurs (malignes en particulier) sont très richement vascularisées. Lorsque la tumeur est connue, c'est une aggravation brutale des symptômes qui fera suspecter une complication hémorragique.

### Cas particuliers patients sous traitement anticoagulant
Son incidence augmente avec le temps et concerne près de 17 % des patients avec hémorragie intracérébrale. Ces accidents sont d'autant plus fréquents que l'anticoagulation (quantifié par l'INR en cas de prise d'antivitamines K) a un niveau élevé.

## Diagnostic
Dans tous les cas, le début des signes est rapide, le tableau complet s'installant en quelques heures. Les signes de déficit neurologique s'accompagnent souvent de nausées et de vomissements, de céphalées (en rapport avec l'hémorragie méningée à minima souvent associée), parfois de crises d'épilepsie.
Le problème essentiel est de distinguer, devant un déficit neurologique d'apparition récente, un accident vasculaire cérébral d'origine ischémique et une hémorragie intracérébrale, les deux entités ayant des prises en charge bien spécifiques. Le type de déficit peut parfois orienter le diagnostic mais jamais avec certitude. Un scanner crânien rapide est donc indispensable pour orienter le traitement.

### Hématome profond

#### Hématome des noyaux gris profonds
C'est la localisation préférentielle des hématomes provoqués par l'hypertension. On observe une paralysie du côté opposé à l'hématome associé à des troubles de la sensibilité, une déviation du regard du côté de la lésion, une aphasie, des troubles de la conscience.

#### Hématome thalamique
Les symptômes se résument souvent à des troubles de la sensibilité de l'hémicorps controlatéral, des troubles de la vigilance, un déficit moteur en règle discret.

### Hématome sous-tentoriel

#### Hématome du cervelet
Il se manifeste par un syndrome cérébelleux statique et dynamique et représente une menace vitale majeur par risque de compression du 4e ventricule cérébral (risque d'hypertension intracrânienne) et une compression du tronc cérébral (avec trouble de la commande centrale de la respiration et décès par asphyxie).
Les signes d'alerte annonçant les complications compressives doivent être recherchés régulièrement : troubles de la conscience (coma au maximum), troubles de la respiration, paralysie oculomotrice (avec diplopie), troubles de la motricité.
En cas de compression avérée, la mise en place d'une dérivation ventriculaire externe en urgence peut être nécessaire.

#### Hématome de la protubérance
Il est gravissime, donnant une tétraplégie, des troubles végétatifs, un coma menant très souvent au décès.

## Examens complémentaires

### Scanner cérébral
Le scanner doit être réalisé en urgence, sans injection. Il retrouve l'hématome sous forme d'une hyperdensité intraparenchymateuse, arrondie, homogène. Il recherche des complications : œdème, effet de masse, hémorragie méningée. Le scanner doit être répété au cours de l'évolution afin de s'assurer de sa disparition, de la périphérie vers le centre, normalement complète en 15 à 20 jours.

### IRM
L'Imagerie par résonance magnétique permet de détecter aussi bien que le scanner l'hémorragie intracérébrale à une phase précoce. 

### Angiographie cérébrale
Elle est faite si on suspecte une malformation artério-veineuse à l'origine du saignement.

## Évolution, complications
La mortalité globale de l'accident est élevée, de l'ordre de 30 % à trois mois. Elle se produit le plus souvent précocement, après inondation ventriculaire, engagement cérébral, ou hydrocéphalie aiguë. A distance, le pronostic reste sombre puisque la mortalité atteint près de 60 % à un an.
Le pronostic fonctionnel (récupération du déficit neurologique) est meilleur que dans les accidents ischémiques constitués, en effet les signes sont dus à une compression des structures nerveuses sans destruction (le plus souvent), qui peut se résorber en même temps que l'hématome.

## Traitement

### Traitement médical
Il repose sur l'hospitalisation en service spécialisé, avec des mesures générales de réanimation (surveillance rapprochée, examens neurologiques réguliers, dépistage des complications, soins de la bouche et des yeux, prévention d'escarres, d'infections, de thrombose veineuse des membres inférieurs, etc.).
Les chiffres de la tension artérielle doivent être maintenus assez bas afin d'éviter l'aggravation de l'hémorragie.
Tout traitement anticoagulant doit être arrêté, voire antagonisé par l'administration d'antidotes.
Le recours à une ventilation assistée est fréquente, voire quasi constante si l'hémorragie est sous tentorielle, à moins, naturellement, qu'une décision de « non réanimation » ait été prise.
La lutte contre l'hypertension intracrânienne repose sur l'hyperventilation et l'administration de mannitol même si l'emploi systématique de ce dernier n'a pas prouvé d'efficacité. La pression intracrânienne peut être surveillé par le positionnement d'un cathéter dans un ventricule cérébral.
La prescription systématique d'un médicament anti-ulcéreux s'avère efficace, cette complication digestive étant fréquente. La prévention des phlébites et de l'embolie pulmonaire est également importante mais est compliquée par la contre-indication de tout traitement anticoagulant dans les premiers jours.
Un traitement spécifique destiné à stopper l'hémorragie ou à éviter le resaignement est en cours d'évaluation avec des résultats prometteurs lorsqu'il est réalisé dans les trois heures après le début des signes cliniques.  Il consiste en l'injection intraveineuse de facteur VII recombinant.

### Traitement chirurgical
Il peut être envisagé en cas d'une aggravation progressive du tableau clinique, en particulier chez le sujet jeune. Le drainage d'une inondation ventriculaire peut être proposé dans certains cas mais la mortalité reste lourde.
L'évacuation chirurgicale précoce de l'hémorragie est proposé dans certains cas mais le bénéfice n'est pas démontré. Une option moins agressive, consistant en une chirurgie stéréotaxique consistant en l'injection d'un médicament fibrinolytique dans l'hématome, permettant l'aspiration et l'évacuation de ce dernier, est en cours de test, avec des résultats prometteurs. Si l'hémorragie est sous-tentoriel, l'évacuation chirurgicale de cette dernière garde un intérêt.
À distance, le traitement neurochirurgical des anévrismes, des malformations artérioveineuses ou des cavernomes dépend de leur localisation à l'angiographie (il doit être accessible au geste chirurgical).
Enfin, les hématomes du cervelet peuvent être évacués en urgence lorsqu'ils sont compressifs et menacent le pronostic vital.

### Traitement endovasculaire
Il consiste en une embolisation cérébrale par voie endovasculaire des anévrismes, des malformations artérioveineuses ou encore des fistules durales. Il est proposé le plus souvent en première intention pour le traitement des anévrismes artériels intracrânien rompus. Il est alors utilisé des coils (petits amas) en platine pour obturer le sac anévrysmal. L'embolisation du nid d'une malformation artérioveineuse par microcathétérisme hypersélectif peut être faite à l'aide le plus souvent de colles spéciales.